# Nuottasaari (ö i Norra Savolax, Varkaus, lat 62,25, long 28,08)
Nuottasaari är en ö i Finland. Den ligger i sjön Haukivesi och i kommunen Varkaus i den ekonomiska regionen  Varkaus ekonomiska region  och landskapet Norra Savolax, i den sydöstra delen av landet, 280 km nordost om huvudstaden Helsingfors. Öns area är 1,6 hektar och dess största längd är 280 meter i öst-västlig riktning.